# Romanita Disconzi
Romanita Disconzi (Santiago, 1940) é uma pintora, professora e gravurista brasileira. 
Formou-se em artes plásticas no Instituto de Artes da Universidade Federal do Rio Grande do Sul, fez cursos de aperfeiçoamento com Ado Malagoli, Luiz Solari e Julio Plaza e graduou-se doutora em artes plásticas pela Universidade de São Paulo.
Participou do Grupo Nervo Óptico e foi uma das primeiras artistas gaúchas com preocupação ecológica, realizando projeto de interferência em parques. Fez várias exposições individuais e coletivas, destacando-se a participação na Bienal Internacional de Arte de São Paulo em 1973. 
Foi diretora do Museu de Arte do Rio Grande do Sul (MARGS) de 1995 a 1997. É professora do Instituto de Artes e seu trabalho recente elabora as relações entre as novas mídias e os meios tradicionais. 
Tem obras no Museu de Arte Contemporânea da Universidade de São Paulo (MAC-USP), no MARGS e no Museu de Arte Moderna de São Paulo (MAM).